# ラリーノ
ラリーノ（イタリア語: Larino）は、イタリア共和国モリーゼ州カンポバッソ県にある、人口約6,700人の基礎自治体（コムーネ）。
ラリーノの旧市街は山岳地からだと鳥の翼のような形をしている。新市街は「ピアノ・サン・レオナルド」と呼ばれ、山の山麓にある。この新市街地は高級住宅地として大きな家々が立ち並び、新しい建物が建てられている。

## 地理

### 位置・広がり

#### 隣接コムーネ
隣接するコムーネは以下の通り。
- カザカレンダ
- グアルディアルフィエーラ
- グリオネージ
- モントーリオ・ネイ・フレンターニ
- パラータ
- サン・マルティーノ・イン・ペンシリス
- ウルーリ